# Bangassi-Bobo
Pour les articles homonymes, voir Bangassi.
Bangassi-Bobo est une commune située dans le département de Doumbala de la province de Kossi au Burkina Faso.